# Șipotele, Constanța
Șipotele este un sat în comuna Deleni din județul Constanța, Dobrogea, România. În trecut, satul s-a numit Ghiolpunar (în turcă Gölpınar) iar  la recensământul din 2002 avea o populație de 564 locuitori.